# Los Amarillos
Los Amarillos es un sitio arqueológico correspondiente a un centro metalúrgico incaico. Se ubica en la margen izquierda de la quebrada de Yacoraite, Jujuy. Se observan sectores residenciales, administrativos, públicos y de trabajo. El pueblo ya existía desde tiempos preincaicos, lo cual fue aprovechado a favor de los intereses metalúrgicos incas para producir armas, objetos utilitarios y piezas de orfebrería. En la actualidad se encuentra en condiciones ruinosas y afectado por maleza. Sin embargo, su emplazamiento aislado y de difícil acceso ha amortiguado el impacto de la destrucción antrópica.

## Toponimia
Su nombre se debe a la caliza amarillenta de la Formación Yacoraite existente en la cima del cerro Pollera de la Coya. Fue denominado así por Salvador Debenedetti, quien lo descubrió durante una expedición patrocinada por la Universidad de Buenos Aires en el verano entre 1918 y 1919.

## Ubicación

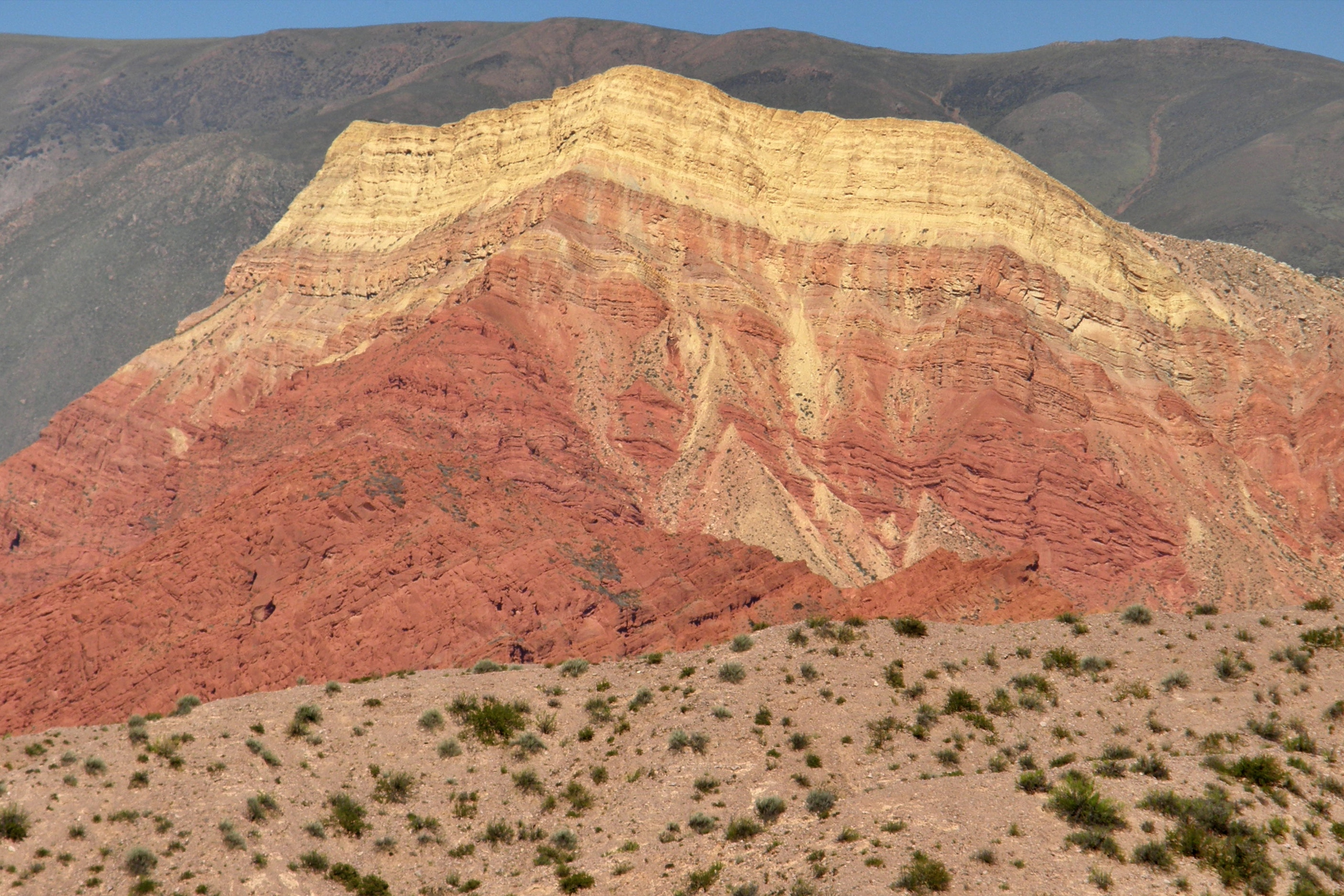
Cerro Pollera de la Coya visto desde la quebrada

Yace sobre una zona amesetada en el cerro Pollera de la Coya, margen izquierda del río Yacoraite, tributario del río Grande, dentro de la prepuna, en los linderos de la Cordillera Oriental. En base a vínculos geográficos y culturales, tradicionalmente también se le incluye dentro de la Quebrada de Humahuaca. El sitio en sí está atravesado por cauces secos de arroyos derivados de la quebrada Colorada, formando cárcavas. El terreno es agreste y en ciertos puntos, muy escarpado. Hay abundante presencia de cactáceas y matorral xerófilo. La altura con respecto al nivel del mar oscila entre 2990 hasta 3070 metros. Dentro de la organización administrativa inca, estuvo encuadrado en el Collasuyo.

## Cronología

### Periodo Tardío
La aldea se construyó durante el siglo X, a inicios del Periodo Tardío. Floreció como un centro de producción y trabajo metalúrgico especializado en cobre y bronce, creciendo hasta convertirse en uno de los poblados más extensos de la región de Humahuaca. El cobre era extraído de yacimientos cercanos y el estaño era suministrado por caravanas mercantes procedentes del Altiplano. Lejos de estar reservado para alguna élite, como sí ocurrió con el oro, el trabajo y uso del bronce fueron comunes entre los pobladores corrientes. Se han descubierto yunques, martillos, cuchillos y cinceles. Adicionalmente, se efectuaban otras actividades como la textilería, la preparación de alimentos y tallados con rocas como la obsidiana. Sin embargo, hacia 1450 comenzó un proceso de declive y descenso demográfico.

### Imperio incaico
Los incas conquistaron Los Amarillos en algún punto después de 1450. El sector central fue demolido violentamente, habiendo evidencias de derribo y quema. Posteriormente se levantaron nuevas instalaciones destinadas a alojar a una élite leal al imperio. Siendo así, permanecería como el único sector ocupado tras el cuasi abandono del resto. También concentró la actividad metalúrgica, aunque bajo nuevas limitaciones. El oro fue fuertemente restringido, pasando de pertenecer a las clases altas locales a ser propiedad del estado. Adicionalmente, se introdujo el lingote, el tumi y el tupu: un alfiler suntuario.
El Imperio incaico otorgaba el metal para ser trabajado, ya procesado, cesando la explotación nativa de cobre. El ritmo de fabricación incrementó enormemente. Sin embargo, los productos finales nunca permanecían allí, ya solían ser transportados al Cusco en calidad de tributo.

## Arquitectura

### Sector central
El sector central fue el componente principal de Los Amarillos. Casi toda la evidencia de ocupación inca se encuentra aquí. Está dividido en dos subsectores denominados como "complejos".

#### Complejo A
El complejo A consistía de una plaza y recintos, construidos sobre una amplia plataforma de 4 metros de altura. En la plaza se ejecutaban ceremonias y rituales públicos. Fue remodelado por los incas, convirtiéndose en una residencia conformada por un grupo de recintos y habitaciones en torno a un patio. Se enterraron los contextos funerarios de un adulto y 2 perinatos. Asimismo, aquí se fundían y procesaban los metales para crear diversos objetos. Por ejemplo, se han encontrado moldes de tumis. La fundición se realizaba en fogones, aunque se cree que también emplearon crisoles. Los únicos elementos que aparecen concluidos fueron desenterrados del contexto de uno de los perinatos. Se trata de dos diminutas hachas de cobre; para colmo, hay indicios que sugieren que tales hachas realmente provenían de otro lado. La tenencia de los bienes metálicos producidos aquí era tan restringida que ni los mismos administradores incaicos apostados podían acceder a ellos.

#### Complejo B
El complejo B consistía de recintos y un pozo. Aunque también fue severamente dañado durante la conquista incaica, no fue reocupado con nuevas edificaciones. Estuvo conectado a A mediante una rampa.

### Sector residencial
El sector residencial fue habitado principalmente durante la época preincaica. Alberga otros complejos con gran cantidad de recintos, habitaciones, plazas y áreas de desechos. Son notorios los complejos E y F, conjuntos residenciales que cuentan con espacios de vivienda, talleres para trabajos metalúrgicos y contextos funerarios. Al este del yacimiento, en una estructura designada como "recinto 320", se excavó lo que parece ser una fosa común que sirvió como osario. A diferencia del sector central, se han hallado varios elementos metálicos fabricados y terminados localmente.

## Función
Durante el Periodo Tardío, Los Amarillos se consolidó como un centro metalúrgico de primer orden en la quebrada de Humahuaca y todo el noroeste argentino, con metalurgistas altamente experimentados y hábiles. Esta condición lo convirtió en un objetivo estratégico para el Imperio incaico. Tras su toma, los lugareños continuaron trabajando y fabricando con el metal, pero esta vez bajo la administración inca. Fungió como un centro de producción de varios objetos en bronce, cobre, plata, oro y aleaciones. Al concluirse, las piezas eran trasladadas hacia otras regiones, Cusco en especial.

## Cotidianidad
Las personas que vivían en el poblado pertenecían a una sociedad agroganadera. Tuvieron una alimentación poco diversa entre productos cárnicos y vegetales. La dieta principal consistía principalmente en maíz y carne de llama. Sin embargo, los casos de anemia no eran raros. Hasta donde las evidencias actuales permiten deducir, los infantes eran alimentados con una papilla de maíz y leche materna. Los alimentos de adulto eran plenamente introducidos a partir del inicio de la niñez.

## Estado actual
Los Amarillos se encuentra en un estado precario de conservación. Sin embargo, la injerencia humana en el lugar no ha sido tan fuerte como en otros sitios arqueológicos. Aunque se han reportado señales de saqueos, las estructuras no han tenido que lidiar contra expansiones agrícolas o urbanas. No obstante, la presencia de maleza dificulta una clara visualización del yacimiento.